# Philips Stadion

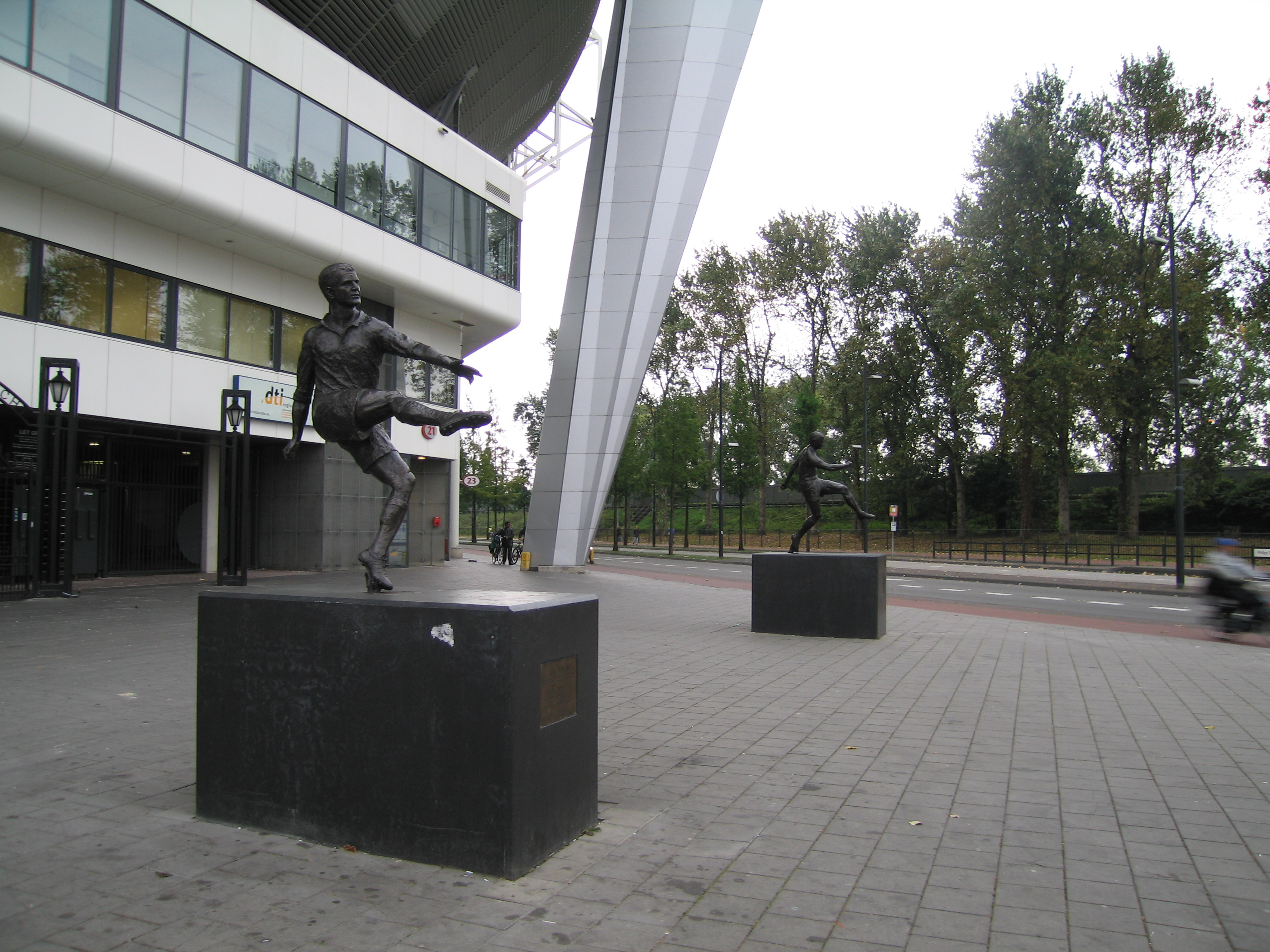
Sochy legendárních hráčů PSV před vchodem na stadion.

Philips Stadion je domácí stadion slavného nizozemského klubu PSV Eindhoven. Stadion v současnosti pojme 35 000 diváků. UEFA ocenila stadion čtyřmi hvězdičkami a na Philips Stadionu se tak mohou hrát finále Evropské ligy UEFA. Stadion byl dějištěm několika utkání EURA 2000, které hostilo Nizozemsko společně s Belgií. Další významným utkáním, které stadion hostil, bylo finále Poháru UEFA v roce 2006, ve kterém španělský klub Sevilla FC přehrál anglický Middlesbrough FC 4:0.
Před vchodem na stadion stojí sochy legendárních hráčů PSV, mj. Willyho van der Kuijlena a Coena Dillena.

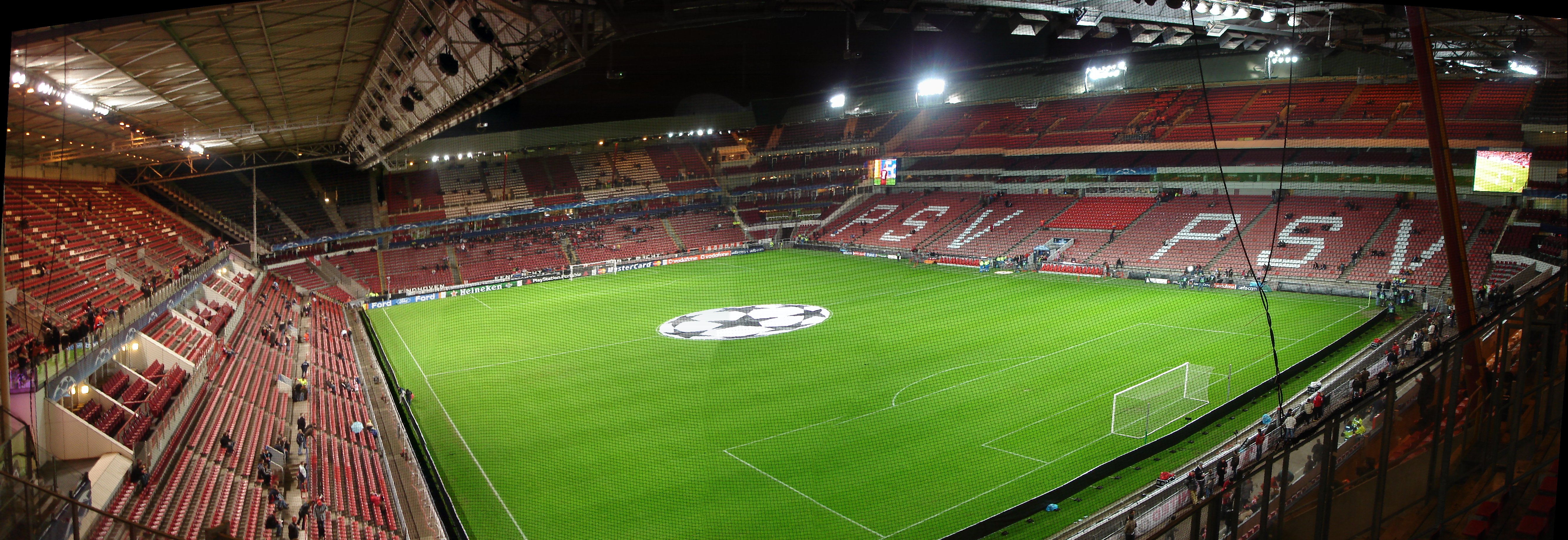